# Adolf Minck
Adolf Minck (ur. 4 września 1883, zm. 16 maja 1960 ) – zwierzchnik Wolnego Kościoła Adwentystów Dnia Siódmego w Niemczech w okresie nazistowskim. W latach 1937–1950 przewodniczący Wydziału Środkowoeuropejskiego Kościoła. Wcześniej przewodniczący węgierskiego zjednoczenia (diecezji węgierskiej), wykonywał polecenia nazistowskiej władzy.

## Kariera duchownego
W wieku 25 lat przyjął chrzest i przystąpił do adwentystów, pracę duszpasterską rozpoczął w 1910 roku. W 1913 roku pracował w Sarajewie, w 1914 roku został wysłany na Węgry. Tutaj zastała go wojna, został zmobilizowany .
Po wojnie mieszkał w Budapeszcie i pracował na Węgrzech. W 1921 roku został przewodniczącym diecezji węgierskiej. W roku 1933 zamieszkał w Berlinie i został sekretarzem Wydziału Środkowoeuropejskiego Kościoła. W 1937 roku został przewodniczącym Wydziału Środkowoeuropejskiego Kościoła i funkcję tę pełnił do roku 1950. Po roku 1950 pełnił funkcję sekretarza Wydziału, przestał być zwierzchnikiem niemieckiego Kościoła. Jego następcą został Wilhelm Müller. 
Na początku 1941 roku odwiedził Polskę celem zorientowania się w sytuacji Kościoła adwentystycznego w Polsce. W rezultacie wizyty polski KADS został poddany pod zwierzchnictwo niemieckiego Kościoła adwentystycznego w Berlinie. Według oceny Zachariasza Łyki uchroniło to polski Kościół przed likwidacją. 
Pracował także w wydawnictwie Advent-Verlag, najpierw w dziale węgierskim, a od roku 1933 w dziale ogólnym. W roku 1933 został redaktorem naczelnym kwartalnika „Aller Diener”. Angażował się w promowanie zdrowego stylu życia. 
Po wojnie James Lamar McElhany, prezydent Generalnej Konferencji Adwentystów Dnia Siódmego, domagał się od niego oczyszczenia przywództwa Kościoła z nazistowskich elementów (kwiecień 1947). Minck odpowiedział, że każdy odpowiada za swe czyny przed Bogiem.
W lipcu 1950 roku na konferencji generalnej w San Francisco Minck ponownie został nominowany na przewodniczącego, jednak Wilhelm Müller zarzucił Minckowi brak stanowczości wobec nazistów. Nominacja Mincka została odrzucona, a w jego miejsce wybrany został Müller. Część niemieckiej delegacji kwestionowała ważność tych wyborów.

## Stosunek do nazizmu
Adolf Minck, gdy tylko został zwierzchnikiem niemieckiego KADS w 1933 roku, oświadczył: „My nie jesteśmy nieprzygotowani do nowego porządku”. Zapewniał także, że dopomoże w przygotowaniu drogi dla nowego porządku. Miało to miejsce trzy miesiące po tym, jak Adolf Hitler został kanclerzem . Dojście Hitlera do władzy uznał za ożywczy powiew ducha reformacji. 
29 kwietnia 1936 roku nazistowskie państwo zabroniło prowadzenia działalności adwentystom reformowanym. Niemal natychmiast władze KADS wydały dyrektywę, w której zabroniono swoim wyznawcom utrzymywania kontaktów z reformowanymi adwentystami . Polecono też wyłączyć z Kościoła wszystkich adwentystów o żydowskim pochodzeniu i zabroniono udzielania im pomocy. 
W 1940 roku oświadczył, że każdy adwentysta wypełni swój obowiązek „podczas tego czasu wojny” i powołał się na tekst z Rz 7,12 (Prawo jest święte i przykazanie święte) . 4 kwietnia 1941 roku nazistowskie państwo zabroniło adwentystom prowadzenia działalności w Gdańsku i Prusach Zachodnich. 24 czerwca tego roku – trzy dni po napaści na ZSRR – Adolf Minck w piśmie do gauleitera z Gdańska przekonywał o tym, że Kościół adwentystów wiernie służy III Rzeszy, zapewniał też, że „służba dla III Rzeszy to jego najszlachetniejszy obowiązek”. 
Aż do końca trwania III Rzeszy wykonywał wszelkie polecenia nazistowskiej władzy, nawet te, w których domagano się wykonywania prac w sobotę. Po zakończeniu wojny oświadczył: „Miecz Damoklesa wisiał nad nami przez wszystkie te lata”. Po wojnie utrzymywał, że nie naruszył żadnej zasady biblijnej, a wszystko, co robił służyło przetrwaniu denominacji.